# Rook (Piercing)
Ein Rook ist ein Piercing einer bestimmten Stelle der Ohrmuschel. Es sitzt senkrecht in der Antihelix, dem Knorpelsteg, der das Cavum conchae rückenwärts umrandet.

## Geschichte und Kultur
Im Gegensatz zu den weiter verbreiteten Lobe- oder Helix-Piercings handelt es sich bei dem Rook-Piercing um ein eher selteneres Ohrpiercing ohne bekannte historische Hintergründe, welches neben dem Snug-, dem Conch-, dem Daith- und dem Tragus-Piercing vor allem als Modeschmuck in den 1990er Jahren populär wurde.

Benannt wurde es nach dem Piercer Erik "Rook" Dakota, der es bekannt gemacht haben soll.

## Durchführung und Heilung

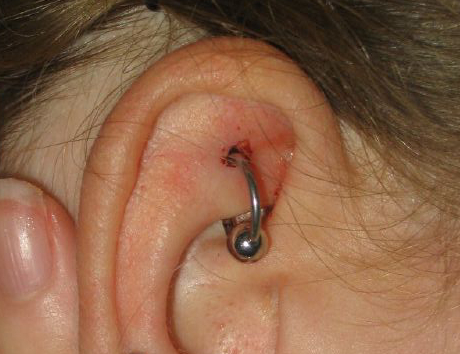
Neu gestochenes Rook-Piercing

Wie auch bei anderen Piercings, wird zunächst die zu durchstechende Hautpartie desinfiziert. Anschließend werden gegebenenfalls Ein- und Ausstichstellen mit einem Stift markiert und mit einer speziellen Nadel durchstochen.

Damit die umliegenden Knorpelbereiche der Ohrmuschel nicht verletzt werden, wird zum Stechen häufig eine gebogene Nadel oder eine Receiving Tube verwendet.
Als Schmuckeinsatz ist eine spezielle Form des Barbell, der sogenannte Micro Curved Barbell am besten geeignet, da das sehr kleine Schmuckstück durch seine gebogene Form in der Regel weniger Druck auf das Knorpelgewebe ausübt als ein gerader Barbell.
Die Heilungszeit dieses Piercing ist mit durchschnittlich etwa drei bis vier Monaten etwas länger als bei anderen Knorpelpiercings.